# Paul Gautsch von Frankenthurn

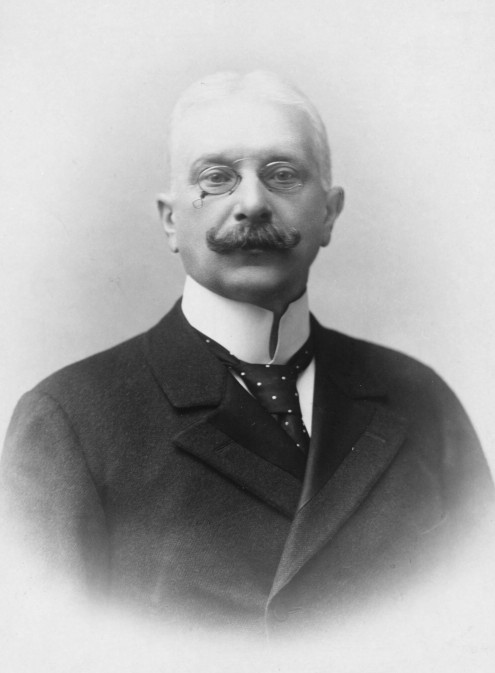
Baron Paul Gautsch von Frankenthurn

Baron Paul Gautsch von Frankenthurn (Döbling, 26 februari 1851 – Wenen, 20 april 1918) was een Oostenrijks staatsman, die drie keer minister-president van Cisleithanië, het Oostenrijkse landsdeel van Oostenrijk-Hongarije, was.

## Biografie
Gautsch liep school in het elitaire Theresianum en studeerde nadien rechten aan de Universiteit van Wenen. Hij begon zijn carrière als ambtenaar op het Oostenrijks ministerie van Onderwijs. In 1881 werd hij vervolgens directeur van het Theresianum. In november 1885 stelde keizer Frans Jozef I hem aan als onderwijsminister in de tweede regering van graaf Taaffe, een ambt dat hij bekleedde tot de val van die regering in 1893. In 1890 werd hij in de adelstand verheven met de titel van baron en van 1895 tot 1897 was hij opnieuw minister van Onderwijs in de regering van graaf Badeni.
Na diens aftreden werd Gautsch in november 1897 zelf aangesteld tot minister-president. Vervolgens stelde hij de bijeenkomst van de Rijksraad uit en riep in Praag de noodtoestand uit, waarna hij grotendeels door middel van nooddecreten ("keizerlijke verordeningen") regeerde. Zijn pogingen om het Duits-Tsjechische taalconflict op te lossen door Badeni's taalwetten af te zwakken, mislukten. In maart 1898 trad Gautsch bijgevolg af. 
Hierna werd hij tot 1904 voorzitter van het Opperste Rekenhof.
Op 1 januari 1905 werd hij opnieuw minister-president, maar ook zijn tweede ambtstermijn was niet van lange duur. De kiesstelselhervormingen waaraan hij werkte, meer specifiek het algemeen mannelijk stemrecht, stuitten op hevige weerstand van de Rijksdag. Op 1 mei 1906 trad hij uiteindelijk af en keerde hij terug naar het Opperste Rekenhof.
Gautsch werd in juni 1911 voor de derde keer minister-president in moeilijke politieke omstandigheden, toen de regering van graaf Bienerth-Schmerling na de verkiezingen van 1911 haar meerderheid in de Rijksraad was kwijtgeraakt. Ten gevolge van het hoge prijspeil ontstonden er in september 1911 gewelddadige rellen in Wenen, waarna er ook schoten werden gelost in de Rijksraad. Op 3 november dat jaar legde Gautsch zijn ambt voor de laatste keer neer.
Nadien bleef hij wel politiek actief als lid van het Herenhuis, het Oostenrijkse hogerhuis, en als vertrouweling van de keizer. Hij overleed in de lente van 1918, enkele maanden voor het uiteenvallen van de Donaumonarchie.
Beust · K. von Auersperg · Taaffe · Plener · Hasner von Artha · Potocki · Hohenwart · Holzgethan · A. von Auersperg · Stremayr · Taaffe · Windisch-Graetz · Kielmansegg · Badeni · Gautsch von Frankenthurn · Thun ·  Clary-Aldringen · Wittek · Koerber · Gautsch von Frankenthurn · Hohenlohe-Schillingsfürst · Beck · Bienerth-Schmerling · Gautsch von Frankenthurn · Stürgkh · Koerber · Clam-Martinic · Seidler von Feuchtenegg · Hussarek von Heinlein · Lammasch